# جيمي دي يونغهي
جيمي دي يونغهي (13 فبراير 1992 في بلجيكا - ) (بالفرنسية: Jimmy De Jonghe)‏ هو لاعب كرة قدم بلجيكي في مركز الدفاع. شارك مع منتخب بلجيكا تحت 17 سنة لكرة القدم ومنتخب بلجيكا تحت 19 سنة لكرة القدم ومنتخب بلجيكا تحت 21 سنة لكرة القدم. أما مع النوادي، فقد لعب مع زولته فاريجيم وليرس ونادي كلوب بروج وK.S.V. Roeselare ‏ وبيرتشوت ويلريجك.

## روابط خارجية
- جيمي دي يونغهي على موقع الاتحاد البلجيكي (الإنجليزية)
- جيمي دي يونغهي على موقع قاعدة بيانات كرة القدم.إي يو (الإنجليزية)
- جيمي دي يونغهي على موقع Soccerway.com (الإنجليزية)
- جيمي دي يونغهي على موقع AS.com (الإسبانية)